# Sandonà Calcio 1994-1995
Questa voce raccoglie le informazioni riguardanti il Sandonà Calcio nelle competizioni ufficiali della stagione 1994-1995.

## Rosa
| N. |                   | Ruolo | Calciatore               |
| -- | ----------------- | ----- | ------------------------ |
|    | Italia (bandiera) | P     | Vinicio Bisioli          |
|    | Italia (bandiera) | C     | Stefano Cappelletto      |
|    | Italia (bandiera) | C     | Gabriele Cardini         |
|    | Italia (bandiera) | C     | Andrea Caverzan          |
|    | Italia (bandiera) | P     | Roberto Cecconi          |
|    | Italia (bandiera) | D     | Giancarlo Cinetto        |
|    | Italia (bandiera) | C     | Piergiorgio Conte        |
|    | Italia (bandiera) | D     | Massimiliano Dal Compare |
|    | Italia (bandiera) | C     | Ivone De Franceschi      |
|    | Italia (bandiera) | P     | Claudio Furlan           |
|    | Italia (bandiera) | D     | Pietro Garau             |
|    | Italia (bandiera) | C     | Giulio Giacomin          |

| N. |                   | Ruolo | Calciatore           |
| -- | ----------------- | ----- | -------------------- |
|    | Italia (bandiera) | C     | Moreno Giacomini     |
|    | Italia (bandiera) | D     | Luca Gotti           |
|    | Italia (bandiera) | A     | Alessandro Guiotto   |
|    | Italia (bandiera) | A     | Adriano Meacci       |
|    | Italia (bandiera) | A     | Stefano Polesel      |
|    | Italia (bandiera) | D     | Alberto Rizzetto     |
|    | Italia (bandiera) | C     | Omar Roma            |
|    | Italia (bandiera) | A     | Giovanni Soncin      |
|    | Italia (bandiera) | D     | Massimiliano Striuli |
|    | Italia (bandiera) | C     | Antonio Tessariol    |
|    | Italia (bandiera) | D     | Davide Zanon         |

## Risultati

### Campionato

#### Girone di andata
| 4 settembre 1994 1ª giornata | San Donà | 2 – 3 | Livorno |  |

| 11 settembre 1994 2ª giornata | Fano | 1 – 0 | San Donà |  |

| 18 settembre 1994 3ª giornata | San Donà | 5 – 1 | Rimini |  |

| 25 settembre 1994 4ª giornata | Giorgione | 1 – 1 | San Donà |  |

| 2 ottobre 1994 5ª giornata | Cittadella | 0 – 0 | San Donà |  |

| 9 ottobre 1994 6ª giornata | San Donà | 2 – 1 | Poggibonsi |  |

| 16 ottobre 1994 7ª giornata | Ponsacco | 0 – 2 | San Donà |  |

| 23 ottobre 1994 8ª giornata | San Donà | 3 – 1 | Giulianova |  |

| 30 ottobre 1994 9ª giornata | Maceratese | 2 – 1 | San Donà |  |

| 6 novembre 1994 10ª giornata | San Donà | 2 – 1 | Forlì |  |

| 13 novembre 1994 11ª giornata | Baracca Lugo | 0 – 2 | San Donà |  |

| 20 novembre 1994 12ª giornata | San Donà | 0 – 0 | Castel di Sangro |  |

| 27 novembre 1994 13ª giornata | Teramo | 0 – 0 | San Donà |  |

| 4 dicembre 1994 14ª giornata | San Donà | 2 – 1 | Vis Pesaro |  |

| 11 dicembre 1994 15ª giornata | Cecina | 1 – 1 | San Donà |  |

| 18 dicembre 1994 16ª giornata | San Donà | 2 – 2 | Montevarchi |  |

| 23 dicembre 1994 17ª giornata | Fermana | 0 – 0 | San Donà |  |

#### Girone di ritorno
| 15 gennaio 1995 18ª giornata | Livorno | 0 – 0 | San Donà |  |

| 22 gennaio 1995 19ª giornata | San Donà | 1 – 2 | Fano |  |

| 29 gennaio 1995 20ª giornata | Rimini | 0 – 0 | San Donà |  |

| 19 febbraio 1995 21ª giornata | San Donà | 2 – 1 | Giorgione |  |

| 26 febbraio 1995 22ª giornata | San Donà | 3 – 0 | Cittadella |  |

| 5 marzo 1995 23ª giornata | Poggibonsi | 0 – 2 | San Donà |  |

| 12 marzo 1995 24ª giornata | San Donà | 4 – 0 | Ponsacco |  |

| 19 marzo 1995 25ª giornata | Giulianova | 1 – 1 | San Donà |  |

| 26 marzo 1995 26ª giornata | San Donà | 2 – 1 | Maceratese |  |

| 2 aprile 1995 27ª giornata | Forlì | 0 – 0 | San Donà |  |

| 9 aprile 1995 28ª giornata | San Donà | 3 – 1 | Baracca Lugo |  |

| 15 aprile 1995 29ª giornata | Castel di Sangro | 1 – 0 | San Donà |  |

| 23 aprile 1995 30ª giornata | San Donà | 2 – 0 | Teramo |  |

| 30 aprile 1995 31ª giornata | Vis Pesaro | 0 – 1 | San Donà |  |

| 7 maggio 1995 32ª giornata | San Donà | 5 – 1 | Cecina |  |

| 14 maggio 1995 33ª giornata | Montevarchi | 4 – 2 | San Donà |  |

| 21 maggio 1995 34ª giornata | San Donà | 2 – 1 | Fermana |  |